# Omloop van het Waasland 2008
De 44e editie van de Belgische wielerwedstrijd Omloop van het Waasland vond plaats op 16 maart 2008. De start en finish vonden plaats in Kemzeke. De winnaar was Niko Eeckhout, gevolgd door Bobbie Traksel en Klaas Lodewyck.

## Uitslag
| Omloop van het Waasland 2008 |                   |                                       |      |
| Plaats                       | Naam              | Ploeg                                 | Tijd |
| Winnaar                      | Niko Eeckhout     | Chocolade Jacques-Topsport Vlaanderen |      |
| 2                            | Bobbie Traksel    | P3Transfer - Batavus                  |      |
| 3                            | Klaas Lodewyck    | Rabobank Continental Team             |      |
| 4                            | Jurgen Van Loocke | Willems Veranda's Continental Team    |      |
| 5                            | Bram Schmitz      | Van Vliet - EBH Elshof                |      |
| 6                            | Dennis Pohl       | Team 3C - Gruppe Lamonta              |      |
| 7                            | Thomas Ongena     | Profel Prorace Continental Team       |      |
| 8                            | Marco Brus        | Cyclingteam Jo Piels                  |      |
| 9                            | Boy van Poppel    | Rabobank Continental Team             |      |
| 10                           | Kalvis Eisaks     | Rietumu Bank-Riga                     |      |

1965 · 1966 · 1967 · 1968 · 1969 · 1970 · 1971 · 1972 · 1973 · 1974 · 1975 · 1976 · 1977 · 1978 · 1979 · 1980 · 1981 · 1982 · 1983 · 1984 · 1985 · 1986 · 1987 · 1988 · 1989 · 1990 · 1991 · 1992 · 1993 · 1994 · 1995 · 1996 · 1997 · 1998 · 1999 · 2000 · 2001 · 2002 · 2003 · 2004 · 2005 · 2006 · 2007 · 2008 · 2009 · 2010 · 2011 · 2012 · 2013 · 2014 · 2015 · 2016 · 2017 · 2018 · 2019 · 2020 · 2021 · 2022 · 2023 · 2024